# Agnès Bos
Pour les articles homonymes, voir BOS.
Agnès Bos, née le 7 avril 1973, est une historienne de l’art et conservatrice de musées française, en poste au Comité des travaux historiques et scientifiques (CTHS). Auparavant conservatrice au Château d'Écouen puis au Département des objets d'art du musée du Louvre, elle est entre 2017 et 2022 senior lecturer à l’Université de St Andrews.

## Biographie

### Études
Agnès Bos est diplômée de l’École nationale des chartes en 1997 avec une thèse sur l’architecture des églises flamboyantes de Paris, pour laquelle elle reçoit le prix Lassalle-Serbat de la meilleure thèse en histoire de l’art. Elle étudie ensuite à l’Institut national du patrimoine (France) et à l’École pratique des hautes études, où elle obtient un doctorat en histoire de l’art en 2000.

### Carrière
Agnès Bos commence sa carrière aux Archives nationales (France), où elle est chargée des archives de l’ancien président François Mitterrand, avant de devenir conservatrice au Château d'Écouen en 2002, puis de rejoindre en 2006 le Département des objets d'art du musée du Louvre, où elle est chargée des collections de mobilier, textiles et tapisseries de la Renaissance et du début de l’époque Moderne. Elle a publié en 2019 le catalogue raisonné du mobilier médiéval et Renaissance du musée du Louvre. Il s'agit du premier catalogue de ce genre qui entreprend d'analyser une collection entière de meubles de cette époque, et qui s'appuie sur des campagnes d'études et d'analyses systématiques et innovantes, réalisées en partenariat avec le C2RMF
Entre 2017 et 2022, elle enseigne en Histoire de l'art à l’Université de St Andrews. En 2021, elle est chercheuse invitée au J. Paul Getty Museum et reçoit une Major Research Fellowship du Leverhulme Trust. En 2022, elle rejoint de nouveau le musée du Louvre. En 2003, elle est nommée associée correspondante nationale de la Société des antiquaires de France, puis membre résident en 2022.
Ses recherches portent sur les arts décoratifs de la Renaissance et sur l'ordre du Saint-Esprit,,.
Le 1er juillet 2024, elle est nommée déléguée générale du Comité des travaux historiques et scientifiques (CTHS).

## Œuvres
- Mobilier du Moyen Âge et de la Renaissance. La collection du musée du Louvre. Agnès Bos, avec Christine Chabod,

Muriel Barbier, et Roberta Cortopassi. Paris: Éditions du Louvre-Somogy, 2019 
- Volutes d'époques : le mobilier du château de Grigan. Bos, Agnès, David Brouzet et Philippe Malgouyres. Dijon:

Faton, 2010
- L’Art des Frères d’Amboise. Les chapelles de l’hôtel de Cluny et du château de Gaillon. Exposition presentée du 3 octobre 2007 au 14 janvier 2008 au musée national du Moyen Âge – Thermes et hôtel de Cluny et au musée de la Renaissance, château d’Écouen, Bos, Agnès et al., Paris, Réunion des Musées Nationaux, 2009[16].
- Meubles et panneaux en ébène [du musée national de la Renaissance]. Le décor des cabinets en France au XVIIe siècle. Paris: Réunion des Musées Nationaux, 2007 [17]
- Les églises flamboyantes de Paris, XVe – XVIe siècles. Paris: Éditions Picard, 2003[18]
- ‘La Renaissance’. In Les Arts décoratifs en Europe. Ed. Sophie Mouquin. Paris: Citadelles & Mazenod, 2020
- Le Père-Lachaise. Ed. Karen Bowie, Catherine Healey et Agnès Bos. Paris: Action artistique de la Ville de Paris,

1998